# Bedok
Bedok – naziemna stacja Mass Rapid Transit (MRT) w Singapurze, która jest częścią East West Line. Stacja położona jest na osiedlu Bedok.